# Grens van Ceuta

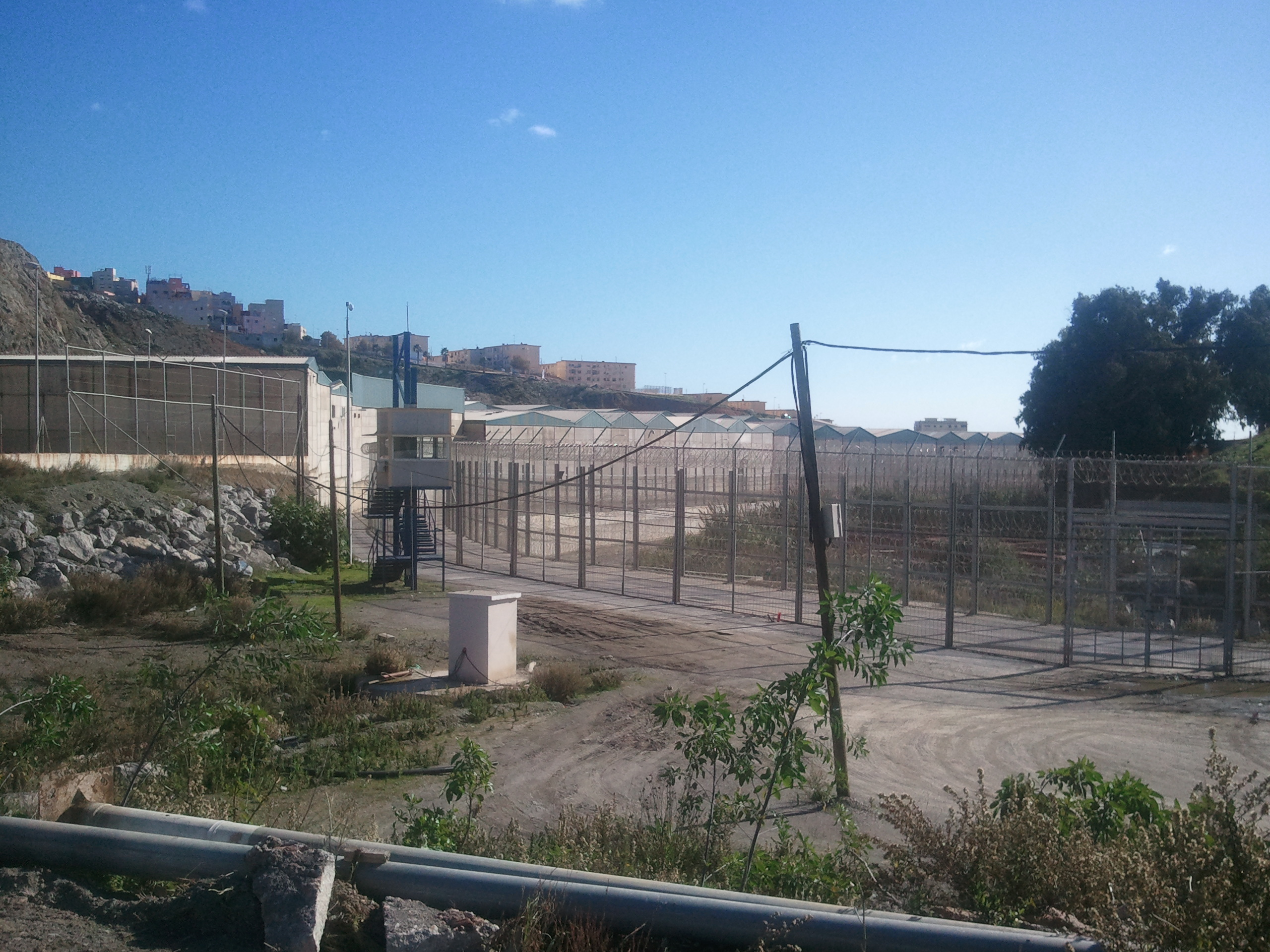
De grens tussen Ceuta en Marokko.

De Grens van Ceuta is een scheidingsconstructie die de internationale grens tussen Spanje en Marokko markeert in de autonome stad Ceuta, in Noord-Afrika. De barrière is gebouwd door de Spaanse staat en heeft als hoofddoel om illegale immigratie en smokkel naar het grondgebied van de Europese Unie (EU) te voorkomen. De kosten bedroegen ongeveer 30 miljoen euro, deels betaald door de Europese Unie.
Het bestaat uit parallelle metalen barrières van drie meter hoog, met daarbovenop prikkeldraad, bewakingsposten en paden tussen de barrières voor de circulatie van bewakingsvoertuigen. Het systeem wordt gecompleteerd door netwerken van ondergrondse geluids- en bewegingssensoren, krachtige verlichting, videobewaking en nachtzichtapparatuur.
Er zijn pogingen gedaan om massaal de grens over te steken, zoals in september 2005. Daarna is de hoogte van de muren verhoogd tot 6 meter.